# Куртлак
Куртла́к — река в Волгоградской (108 км) и Ростовской (42 км) областях России, левый приток Чира (бассейн Дона). Длина 150 км, площадь бассейна 2760 км². Течёт по холмистой степной местности. Река имеет неглубокую долину, в верховьях выработанную в палеогеновых отложениях-песках и песчаниках эоцена, ниже хутора Платонова сложенную песками, мелом, опоками. Используется на орошение.

## Течение
Берёт начало на отрогах Донской гряды северо-восточнее хутора Платонова Клетского района Волгоградской области, на высоте более 160 м. Течёт вначале на запад, прогибаясь к югу. Принимает справа реки Саломаковку у хутора Иванушенского и Голую у хутора Верхнечеренского. Затем поворачивает на юго-запад. Далее принимает следующие реки: Осиновую слева, к югу от хутора Большая Осиновка; Царицу справа, к югу от хутора Новоцарицынского; Крепкую слева, у хутора Ефремовского; Донщинку справа, юго-западнее хутора Липовского и Гусынку слева, восточнее слободы Калач-Куртлак. После впадения Гусынки поворачивает на запад. Впадает в реку Чир западнее слободы Русской Советского района Ростовской области.
Куртлак протекает по территории Клетского района Волгоградской области и Советского района Ростовской области.

## Водный режим
Питание в основном снеговое. Весеннее половодье с марта по май, уровень реки поднимается на 2 метра (последнее сильное наводнение произошло 4 апреля 2003 года, из-за образовавшихся ледовых заторов река вышла из берегов). Летом устойчивая межень. В меженный период сильно мелеет, разбиваясь на ряд плёсов и перекатов. Замерзает в среднем в первой половине декабря, вскрывается в начале апреля.
Куртлак маловоден, среднегодовой сток составляет 0,014 м³/год, расход — 0,44 м³/с. На реке имеются плотины для поддержания уровня воды.

## История
Река упоминается в Статистическом описании земли Донских Казаков составленного в 1822—32 годах:

Речки, сообщающая воды Чиру: С левой стороны: 12) Куртлак. Из упомянутых речек в Куртлак ещё впадают: С правой стороны: Соломаховка, Голая, Царица и Донщинка; С левой стороны: Осиновая и Крепкая.
— Глава III. Воды

## Населённые пункты
- х. Платонов
- х. Селиванов
- х. Захаров
- х. Евстратовский
- х. Иванушенский
- х. Верхнечеренский
- х. Большая Осиновка
- х. Перелазовский
- х. Ефремовский
- х. Липовский
- сл. Калач-Куртлак
- сл. Петрово
- х. Новорябухин
- сл. Русская

## Бассейн
- Куртлак
  - Саломаковка — (п, 14 км, Соломаковская)
  - Голая — (п, 21 км)
  - Осиновая — (л, 15 км)
  - Царица — (п, 47 км)
  - Крепкая — (л, 16 км)
  - Донщинка — (п, 33 км)
  - Гусынка — (л, 18 км).